# Valeska Soares
Valeska Soares (1957, Belo Horizonte, Brasil) es un artista brasileño. Vive y trabaja en Brooklyn, Nueva York. Se caracteriza por  trabajar con diferentes medios, abordando temas históricos y culturales a la misma vez que utiliza un lenguaje altamente personal y un estilo formal de destacada elegancia. El uso de materiales orgánicos como cera, flores y perfume, con los cuales produce esculturas efímeras pero delicadamente elaboradas, caracterizan algunas de sus exposiciones y evocan diversos planos de lo erótico, la pasión, el amor, el género, la espiritualidad, la religión y hasta lo inefable. 

## Inicios e historia
Desde temprana edad estuvo expuesta a referencias de una variedad cultural de medios, incluyendo poesía, literatura, cine, psicología y mitología. Estudió arquitectura en la Universidad Santa Úrsula de Río de Janeiro en 1987. Tres años después completó un diploma de postgrado en Historia del Arte y la Arquitectura de la Pontificia Universidad Católica, también en Río de Janeiro.
Esta capacitación reforzó el interés por la especificidad del sitio, con obras que consideran tanto la historia contextual como las construcciones espaciales. La escena artística brasileña a fines de los años ochenta y principios de los noventa catalizó la carrera artística de Soares en Río y São Paulo, y en 1992, se mudó a Brooklyn, Nueva York, continuando su educación artística y su carrera. Desde Nueva York, a lo largo de los años 1990 y 2000, su trabajo se ha posicionado en múltiples plataformas, reforzando las preguntas del mundo del arte globalizado de la geografía, la identidad cultural y nacional, la disciplina y la forma
Al pasar de utilizar su entrenamiento en arquitectura modernista a hacer arte que permitía explorar las fenomenologías y el deseo, presentó su primera exposición individual en 1991 en el Espao Cultural Sérig Porto de Río. Este mismo año fue galardonado con una beca de Coordinación de Capacitación de Pésud de Nivel Superior (CAPES) del Ministerio de Educación de Brasil. Tras mudarse a Nueva York en 1992, Soares se inscribió en un programa de MFA en el Pratt Institute, en Brooklyn. En 1994, después de completar su MFA, se convirtió en candidata al Doctorado en Artes en la Escuela de Educación de la Universidad de Nueva York y tuvo su primera exposición individual en Nueva York en la Galería de Información.
El primer show solo en un museo de Soares fue en el Portland Institute for Contemporary Art (1998). Su primera retrospectiva fue en el Museu de arte da Pampulha, Belo Horizonte (2002), seguida de su primera gran encuesta en los Estados Unidos en el Bronx Museum for the Arts, Nueva York (2003). Las instalaciones específicas del sitio se han producido para ubicaciones tales como inSite, San Diego-Tijuana (2000); Museo Tamayo, Ciudad de México (2003); e Inhotim, Brumadinho, Brasil (2008). Como nominada para el Premio Millenium de la National Gallery of Canada Foundation, Soares también completó una instalación en la National Gallery of Canada, Ottawa (2001). Su trabajo se ha incluido en numerosas bienales, incluida la Bienal de Sao Paulo (1994, 1998 y 2009); Bienal de Venecia (2005); y Bienal de Sharjah, Emiratos Árabes Unidos (2009).

## Obra
Los cuerpos de trabajo de Soares están vinculados temáticamente, pero implementan diversas estrategias para abordar problemas e inquietudes a través de materiales, formas y experiencias. Utilizando herramientas de minimalismo y conceptualismo, su trabajo abarca la emoción y la humanidad, minando territorios de amor, intimidad y deseo; pérdida y anhelo; memoria y lenguaje. La artista ha explorado estos temas esquivos a través de una miríada de tácticas, fusionando objetos como espejos, relojes, vidrio, libros, muebles y flora con poemas, narrativas y alquimia. Las obras de arte resultantes -la pintura, la escultura, las instalaciones, el video y las experiencias de audio- transforman lo físico y lo psicológico, el cuerpo y la mente. En el lenguaje visual refinado de Soares, los objetos reflectantes sugieren un pensamiento reflexivo, las imágenes ocultas revelan misterios inesperados, las palabras acumuladas desintegran la narrativa lineal.
El deseo es un tema central en la práctica de Soares, tentando la participación del espectador y alentando los cinco sentidos. Sus instalaciones incluyen perfume, flores en descomposición o licores; estos trabajos dan lugar a experiencias fenomenológicas que cambian la percepción y las expectativas. En sus palabras, "el deseo es como un punto de fuga: cada vez que avanzas hacia él, retrocede un poco". Otro motivo en su trabajo es la transferencia de la memoria personal y la historia colectiva; la artista reitera frecuentemente objetos de segunda mano que ella considera cargados por "las vidas y los recuerdos -de los antiguos dueños-, convirtiéndose por un momento en el tiempo, parte de esas narrativas personales a medida que cada una viaja de un tema a otro". Los lienzos hechos de las portadas de libros convocan y reorientan narrativas individuales; colecciones de bandejas de pastel antiguas vacías o copas de vino medio llenas sugieren rituales o celebraciones que han sido suspendidas en el tiempo. El arte de Soares fomenta la experiencia de espectador más amplia posible, rechazando la idea de una lectura o mensaje singular. Ella describe este interés en oportunidades irrestrictas para el compromiso; como "lo que me interesa es la sorpresa de cómo cada persona va a percibir la pieza. E incluso la misma persona, en diferentes días, según el sol y la luna, un sueño que tenían, cómo se despertaron… el trabajo nunca es el mismo”.
El arte de Valeska Soares ha sido objeto de múltiples encuestas, incluida su primera retrospectiva en el Museo de Arte de Pampulha, Belo Horizonte, Brasil (2002); y el Museo del Bronx para las Artes, Nueva York (2003). El Museo de Arte de Santa Bárbara y el Museo de Arte de Phoenix estuvieron organizando para septiembre de 2017  “Valeska Soares: Any Moment Now”, una importante encuesta a mitad de carrera del trabajo de Soares, junto con el Museo J. Paul Getty. La exposición fue acompañada de un exhaustivo catálogo en dos volúmenes de su trabajo con ensayos de las comisarias de exposiciones Julie Joyce y Vanessa Davidson, además de las contribuciones de Jens Hoffmann, Rodrigo Moura y Júlia Rebouças.
La escultura y las instalaciones de Soares contrastan repetidamente materiales resbalosos y reflectantes, como acero inoxidable y espejos, con más materia efímera, como rosas frescas y lirios. Con un interés en la construcción y subversión de espacios ideales, como jardines, ha llenado exposiciones con poderosos aromas. Ella también usa numerosas técnicas sensoriales y conceptuales (como bandas sonoras de personas que hablan) para crear ambientes y experiencias que son atractivas pero perturbadoras. A través de materiales evocadores, a menudo incongruentes, explora la tensión creada por las oposiciones. Para una instalación exhibida por primera vez en 1998 en Christopher Grimes Gallery en Santa Mónica, California, sin título (de Vanishing Point), echó 123 macetas y platillos vacíos en cera de abeja, aluminio y porcelana de su jardín, una vez floreciente, en Brooklyn, tuvo que renunciar debido a una mudanza. Una instalación de 2010 en Eleven Rivington, una galería en el distrito de iluminación del centro de Manhattan, presentó 2.500 bombillas en accesorios de porcelana con largas cadenas atadas, para ser tiradas por los visitantes. Otra de sus obras, “Los Pecadores”, es realizada en una serie de bancos; sobre cada uno descansa una plancha de cera de abeja que registra la huella de las rodillas de una persona que se arrodilló sobre ella. Aludiendo a la profunda relación, en el ritual católico, entre ceremonia, espiritualidad y la exuberancia de las referencias corporales.
Inspirado por las narrativas ficticias del novelista italiano nacido en Cuba, Italo Calvino, entre otros escritores, el trabajo de Soares también se relaciona a menudo con la literatura mediante el uso del texto en la escultura o basando las instalaciones sensoriales y arquitectónicas en entornos inicialmente creados y descritos por escrito . Su proyecto para inSITE 2000, Picturing Paradise (2000), instalado en la frontera de Tijuana con San Diego, usó la novela de Calvinos Le città invisibili (Ciudades Invisibles, 1972) como una forma de involucrarse con la realidad política y social de las fronteras. La instalación consistía en grandes láminas de acero inoxidable reflectante con texto de la novela grabado en la superficie. Para varios "proyectos editoriales" bibliográficos, acumuló títulos y páginas de libros, incluyendo palabras particulares como "jardín" o "espejo", o se basó en temas específicos, como el tiempo o el amor, y los incorporó a las esculturas. Las representaciones formales de su investigación han incluido textos tallados en anillos de cobre que luego fueron instalados en columnas o árboles, y miles de páginas fundidas en porcelana o ensambladas como collages. Soares también hace fotografías, dibujos, escultura al aire libre a gran escala y, desde 2002, videos.

## Exhibiciones
La obra de arte de Soares está incluida en muchas colecciones privadas y públicas, incluido el Bronx Museum of the Arts, Nueva York; Carnegie Museum of Art, Pittsburgh, PA; Dallas Museum of Art, Dallas, TX; Museo Hirshhorn y jardín de esculturas, Washington, DC; Museo de Arte del Condado de Los Ángeles, CA; Museu d'Art Contemporani de Barcelona, España; Solomon R. Guggenheim, Nueva York; Tate Modern, Londres; Fundación "la Caixa", Barcelona; Museu de Arte Contemporânea-MAC en São Paulo; Museu de Arte Moderna-MAM, Río de Janeiro; Inhotim-Centro de Arte Contemporânea en Brumadinho, Brasil; Museo de Arte Contemporáneo-MARCO, Monterrey, y otros. Valeska Soares también está representada por Fortes d'Aloia & Gabriel en São Paulo, Brasil.
La artista ha participado en numerosas exposiciones internacionales, incluidas:
- Bienal de São Paulo (2009, 1998, 1994)
- Bienal de La Habana (1991)
- inSITE San Diego / Tijuana (2000-01)
- Bienal de Liverpool (2004)
- Bienal de Venecia (2005)
- Bienal de Taipéi (2006)
- Bienal de Sharjah (2009)

Así mismo, ha tenido presencia en otras exposiciones grupales que incluyen permiso de globalidad:
- Ultra Barroco: Aspectos del Arte Post Latinoamericano, Museo de Arte Contemporáneo, San Diego (viajó) (2000-03).
- Territorio de la Virgen: mujeres, género e historia en el arte contemporáneo brasileño, Museo Nacional de las Mujeres en las Artes, Washington, DC (2001)
- Puro Teatro, Museo Rufino Tamayo, Ciudad de México (2002)
- Seduções: Valeska Soares, Cildo Meireles, Ernesto Neto, Colección Daros, Zurich (2006)
- Arte latinoamericano de la colección Ella Fontanals-Cisneros, Museo de Bellas Artes, Boston (2014)

Ha sido objeto de muchas exposiciones individuales, incluidos espectáculos en:
- Wadsworth Atheneum Museum of Art, Hartford, CT (2017)
- El museo judío, Nueva York (2015)
- Museo de Arte Contemporáneo de Monterrey, México (2003)
- Museo Rufino Tamayo, Ciudad de México (2002)
- Museo de Arte Contemporáneo San Diego, La Jolla, CA (1999)
- Instituto de Arte Contemporáneo de Portland, OR (1998)
- Parque y museo de escultura de Laumeier, Saint Louis, MO (1996)
- El nuevo museo de arte contemporáneo, Nueva York (1995).[3]